# Escroquerie aux jades
L’escroquerie « jade et ivoire » est une forme de criminalité organisée qui existe depuis plus de vingt ans et qui se retrouve surtout en France, Suisse et Belgique.
La plupart des auteurs font partie de la communauté des gens du voyage français. Ils font croire aux victimes qu’elles peuvent réaliser un grand bénéfice en jouant l'intermédiaire dans une transaction de statuettes chinoises en jade ou en ivoire. L'escroquerie implique un scénario élaboré avec plusieurs protagonistes y compris l’apparition d’un pseudo expert en jade et ivoire.
Lorsque les victimes concluent la transaction, elles se retrouvent seules avec une collection de statuettes en pierre dure de qualité médiocre et de fabrication récente.
Ce type d’escroquerie peut se révéler lucrative, une estimation prudente du préjudice global des 15 dernières années approche les 56 millions d’euros. (au 26/01/2007)